# 야구 월드컵
야구 월드컵은 국제 야구 연맹(IBAF)이 주관해 1938년부터 열린 국제 야구 대회이다. 대회명은 과거에는 아마추어 월드 시리즈(세계 야구 선수권 대회)였으나, 1988년 이후 야구 월드컵으로 바뀌었다.
각 나라별 프로리그 1군급 선수들이 출전하는 WBC와 달리 주로 아마추어(대학야구 포함) 선수와 프로야구 2군급 선수들이 출전한다.
2011년 대회를 마지막으로 야구월드컵이 폐지되었다. 이후 '프리미어 12'라는 이름의 대회를 2015년 신설하기로 하였다.
또한 세계야구선수권대회의 지위를 월드 베이스볼 클래식에 넘겨주었다. 2013년 월드 베이스볼 클래식부터 대회 우승국은 세계야구선수권대회의 우승국을 겸하게 된다.

## 역사

### 초창기 ~ 연맹 분열
1회 대회는 1938년 8월에 영국에서 영국과 미국의 대항전인 "존 무어스 트로피"(John Moores Trophy)로 개최됐고, 영국이 4승 1패로 승리했다. 다음 1939년에는 "아마추어 월드 시리즈"(Amateur World Series)로 2회 대회가 쿠바에서 열려 영국 대신 중미 지역 쿠바와 니카라과가 참여했다. 이후 참가국인 중미 국가들이 중심이 되어, 중미 지역에서의 개최가 이어진다.
1970년의 18회 대회는 이탈리아와 네덜란드가 첫 참가, 유럽에서 실질적으로 첫 출전 국가가 등장했다. 또한 2년 후, 1972년의 20회 대회에는 아시아에서 첫 출전 국가로 일본이 대회에 참가했다. 하지만, 폐회식 18일 후 12월 23일 대지진이 발생한다. 이로 인에 니카라과에게 책임이 있는 국제 야구 연맹 FIBA으로 대회 결산보고가 늦어지면서, 연맹에서 마누엘 곤잘레스 게라 (쿠바)와 카를로스 J 가르시아 (니카라과)의 대립이 첨예화되었고, 결국 가르시아를 지지하는 그룹이 FIBA에서 이탈 해 FEMBA라는 새로운 조직을 결성하고 연맹이 두 개로 분열되었다. 1973년에는 FIBA가 주최한 아마추어 월드 시리즈와 FEMBA가 주최하는 세계 선수권 대회(World Championship)의 두 대회가 열리게 되었고 FEMBA는 다음 1974년에도 세계 선수권 대회를 미국에서 개최했다.
두 연맹의 분열 상태는 FIBA에 속해있으면서도 FEMBA 회원국과도 친분을 가진 멕시코의 미겔 오로 페사 의한 중재를 거쳐, 1976년 1월 통일 조직 ANIBA를 설립한 것으로 마무리되었다. 대회는 세계 선수권 대회로, 1978년에는 25회 대회가 이탈리아에서 1980년에는 26회 대회가 일본에서 1982년에는 27회 대회가 한국에서와 같이 아메리카 대륙 이외에도 개최되게 되었다.
1988년, 10년 만에 이탈리아 개최된 30회 대회에서 명칭이 월드컵으로 변경되었다.

### 프로 선수 출전 ~ 대회 폐지
1998년의 33회 대회에서 프로 선수에게도 문호를 열고 계속되는 2001년의 34회 대회에서 사용하는 방망이도 금속에서 나무로 변경되었다. 이 대회에서는 쿠바가 대회 7연패를 달성했다. 이후 일본과 미국에서는 프로 야구 선수가 대회에 참가하지 않았다.
2006년 3월 MLB 주도의 새로운 국제 대회로 월드 베이스볼 클래식 (WBC)이 개최되었다. 이 대회는 예선을 실시하지 않고, 주최자 초대에 16개국이 출전했다. 데릭 지터 (미국)와 알버트 푸홀스 ( 도미니카 공화국 ), 요한 산타나 ( 베네수엘라 )와 이치로 (일본) 등 월드컵에 출전하지 메이저 리거가 다수 참가했다. 이것이 계기가 되어 IBAF에서 국제 대회의 재편이 논의됐다. 2010년에는 IBAF 회장 리카르도 후랏카리가 월드컵을 WBC의 자격으로 실시하는 방안을 MLB와 협의하여 제안할 의향을 표명했다. 월드컵은 그동안 2009년 38회 대회에서 대회 참가국이 처음으로 스무 국가를 넘어 섰다.
2011년 10월 파나마에서 16개국이 참가 39회 대회가 개최되어 네덜란드가 쿠바를 꺾고 첫 우승했고, 같은 해 12월 미국 텍사스주 댈러스에서 열린 IBAF 총회에서 WBC가 2013년 3회 대회에서 예선 도입한 점을 들어 WBC를 국가 대표팀 세계 제일 결정전으로 정하고 월드컵은 폐지하는 것으로 정해졌다.

### 주요 출전국
IBAF 월드컵에서 쿠바가 최다 우승 횟수를 자랑하며 압도적인 우의를 보였다. 아시아권 우승은 쿠바의 불참 속에서 열린 1982년 대회를 개최한 한국이 처음이다. 일본은 2011년 대회까지 사이에 16 회 출전 있지만, 1982년 대회에서 2위가 최고 성적으로 우승에는 이르지 않았다. 유럽 선수는 1회 대회에서 영국이 미국에 승리한 것을 마지막으로 우승에서 멀어지고 있었지만, 39회 대회에서 네덜란드가 73년 만에 우승을 이끌어 냈다. 초대 챔피언 영국 대표는 2년 전 2009년에 열린 38회 대회에서 71년 만에 대회에 복귀했다. 또한 아프리카에서는 1974년 대회에 남아프리카 공화국이 처음으로 참가했다.

## 대회 결과
| 년도   | 회 | 개최국           | 참가국수 | 우승            | 준우승          | 3위             |
| ------ | -- | ---------------- | -------- | --------------- | --------------- | --------------- |
| 1938년 | 1  | 영국             | 2        | 영국            | 미국            | 빈칸            |
| 1939년 | 2  | 쿠바             | 3        | 쿠바            | 니카라과        | 미국            |
| 1940년 | 3  | 쿠바             | 7        | 쿠바            | 미국 · 니카라과 | 빈칸            |
| 1941년 | 4  | 쿠바             | 9        | 베네수엘라      | 쿠바            | 멕시코          |
| 1942년 | 5  | 쿠바             | 5        | 쿠바            | 도미니카 공화국 | 베네수엘라      |
| 1943년 | 6  | 쿠바             | 4        | 쿠바            | 멕시코          | 도미니카 공화국 |
| 1944년 | 7  | 베네수엘라       | 8        | 베네수엘라      | 멕시코          | 쿠바            |
| 1945년 | 8  | 베네수엘라       | 6        | 베네수엘라      | 콜롬비아        | 파나마          |
| 1947년 | 9  | 콜롬비아         | 9        | 콜롬비아        | 푸에르토리코    | 니카라과        |
| 1948년 | 10 | 니카라과         | 8        | 도미니카 공화국 | 푸에르토리코    | 콜롬비아        |
| 1950년 | 11 | 니카라과         | 12       | 쿠바            | 도미니카 공화국 | 베네수엘라      |
| 1951년 | 12 | 멕시코           | 11       | 푸에르토리코    | 베네수엘라      | 쿠바            |
| 1952년 | 13 | 쿠바             | 13       | 쿠바            | 도미니카 공화국 | 푸에르토리코    |
| 1953년 | 14 | 베네수엘라       | 11       | 쿠바            | 베네수엘라      | 니카라과        |
| 1961년 | 15 | 코스타리카       | 10       | 쿠바            | 멕시코          | 베네수엘라      |
| 1965년 | 16 | 콜롬비아         | 9        | 콜롬비아        | 멕시코          | 푸에르토리코    |
| 1969년 | 17 | 도미니카 공화국  | 11       | 쿠바            | 미국            | 도미니카 공화국 |
| 1970년 | 18 | 콜롬비아         | 12       | 쿠바            | 미국            | 푸에르토리코    |
| 1971년 | 19 | 쿠바             | 10       | 쿠바            | 콜롬비아        | 니카라과        |
| 1972년 | 20 | 니카라과         | 16       | 쿠바            | 미국            | 니카라과        |
| 1973년 | 21 | 쿠바             | 8        | 쿠바            | 푸에르토리코    | 베네수엘라      |
| 1973년 | 22 | 니카라과         | 11       | 미국            | 니카라과        | 푸에르토리코    |
| 1974년 | 23 | 미국             | 9        | 미국            | 니카라과        | 콜롬비아        |
| 1976년 | 24 | 콜롬비아         | 11       | 쿠바            | 푸에르토리코    | 일본            |
| 1978년 | 25 | 이탈리아         | 11       | 쿠바            | 미국            | 대한민국        |
| 1980년 | 26 | 일본             | 12       | 쿠바            | 대한민국        | 일본            |
| 1982년 | 27 | 대한민국         | 10       | 대한민국        | 일본            | 미국            |
| 1984년 | 28 | 쿠바             | 13       | 쿠바            | 중화 타이베이   | 미국            |
| 1986년 | 29 | 네덜란드         | 12       | 쿠바            | 대한민국        | 중화 타이베이   |
| 1988년 | 30 | 이탈리아         | 12       | 쿠바            | 미국            | 중화 타이베이   |
| 1990년 | 31 | 캐나다           | 12       | 쿠바            | 니카라과        | 대한민국        |
| 1994년 | 32 | 니카라과         | 16       | 쿠바            | 대한민국        | 일본            |
| 1998년 | 33 | 이탈리아         | 16       | 쿠바            | 대한민국        | 니카라과        |
| 2001년 | 34 | 중화민국         | 16       | 쿠바            | 미국            | 중화 타이베이   |
| 2003년 | 35 | 쿠바             | 16       | 쿠바            | 파나마          | 일본            |
| 2005년 | 36 | 네덜란드         | 18       | 쿠바            | 대한민국        | 파나마          |
| 2007년 | 37 | 중화민국         | 16       | 미국            | 쿠바            | 일본            |
| 2009년 | 38 | 범유럽 분산 개최 | 22       | 미국            | 쿠바            | 캐나다          |
| 2011년 | 39 | 파나마           | 16       | 네덜란드        | 쿠바            | 캐나다          |

## 국가별 기록
| 순위 | 국가            | 우승 | 준우승 | 3위 |
| ---- | --------------- | ---- | ------ | --- |
| 1    | 쿠바            | 25   | 4      | 2   |
| 2    | 미국            | 4    | 8      | 3   |
| 3    | 베네수엘라      | 3    | 2      | 4   |
| 4    | 콜롬비아        | 2    | 2      | 2   |
| 5    | 대한민국        | 1    | 5      | 2   |
| 6    | 푸에르토리코    | 1    | 4      | 4   |
| 7    | 도미니카 공화국 | 1    | 3      | 2   |
| 8    | 영국            | 1    | 0      | 0   |
| 8    | 네덜란드        | 1    | 0      | 0   |
| 9    | 니카라과        | 0    | 5      | 5   |
| 10   | 멕시코          | 0    | 4      | 1   |
| 11   | 일본            | 0    | 1      | 5   |
| 12   | 중화 타이베이   | 0    | 1      | 3   |
| 13   | 파나마          | 0    | 1      | 2   |
| 14   | 캐나다          | 0    | 0      | 2   |

## 같이 보기
- 월드 베이스볼 클래식
- 대륙간컵
- 세계 청소년 야구 선수권 대회
- WBSC 프리미어 12